# Vegas Arriba
Vegas Arriba es un barrio ubicado en el municipio de Adjuntas en el estado libre asociado de Puerto Rico. En el Censo de 2010 tenía una población de 1207 habitantes y una densidad poblacional de 101,64 personas por km².

## Geografía
Vegas Arriba se encuentra ubicado en las coordenadas 18°10′14″N 66°41′19″O / 18.17056, -66.68861. Según la Oficina del Censo de los Estados Unidos, Vegas Arriba tiene una superficie total de 11.88 km², que corresponden a tierra firme.

## Demografía
Según el censo de 2010, había 1207 personas residiendo en Vegas Arriba. La densidad de población era de 101,64 hab./km². De los 1207 habitantes, Vegas Arriba estaba compuesto por el 94.53% blancos, el 2.82% eran afroamericanos, el 2.32% eran de otras razas y el 0.33% pertenecían a dos o más razas. Del total de la población el 99.25% eran hispanos o latinos de cualquier raza.